# Vida ou Morte
Vida ou Morte é o primeiro single do álbum Depois de um Longo Inverno da banda paulista CPM 22. A música fez um grande sucesso nas rádios de todo o brasil, alcançando a posição #13 do Hot 100 Brasil em Dezembro de 2010.

## Nova Sonoridade
O single marcou a mudança no estilo da banda, inserindo o ska punk no álbum, o que gerou grande impacto por parte dos fãs. No que diz respeito à letra da canção a banda abandonou as letras melosas e adotou uma letra mais alegre.